# Cratere Nybyen
Nybyen  è un cratere sulla superficie di Marte.